# Bulgariaceae
Bulgariaceae (лат.) — небольшое семейство грибов, входящее в порядок Леоциевые (Leotiales).

## Описание

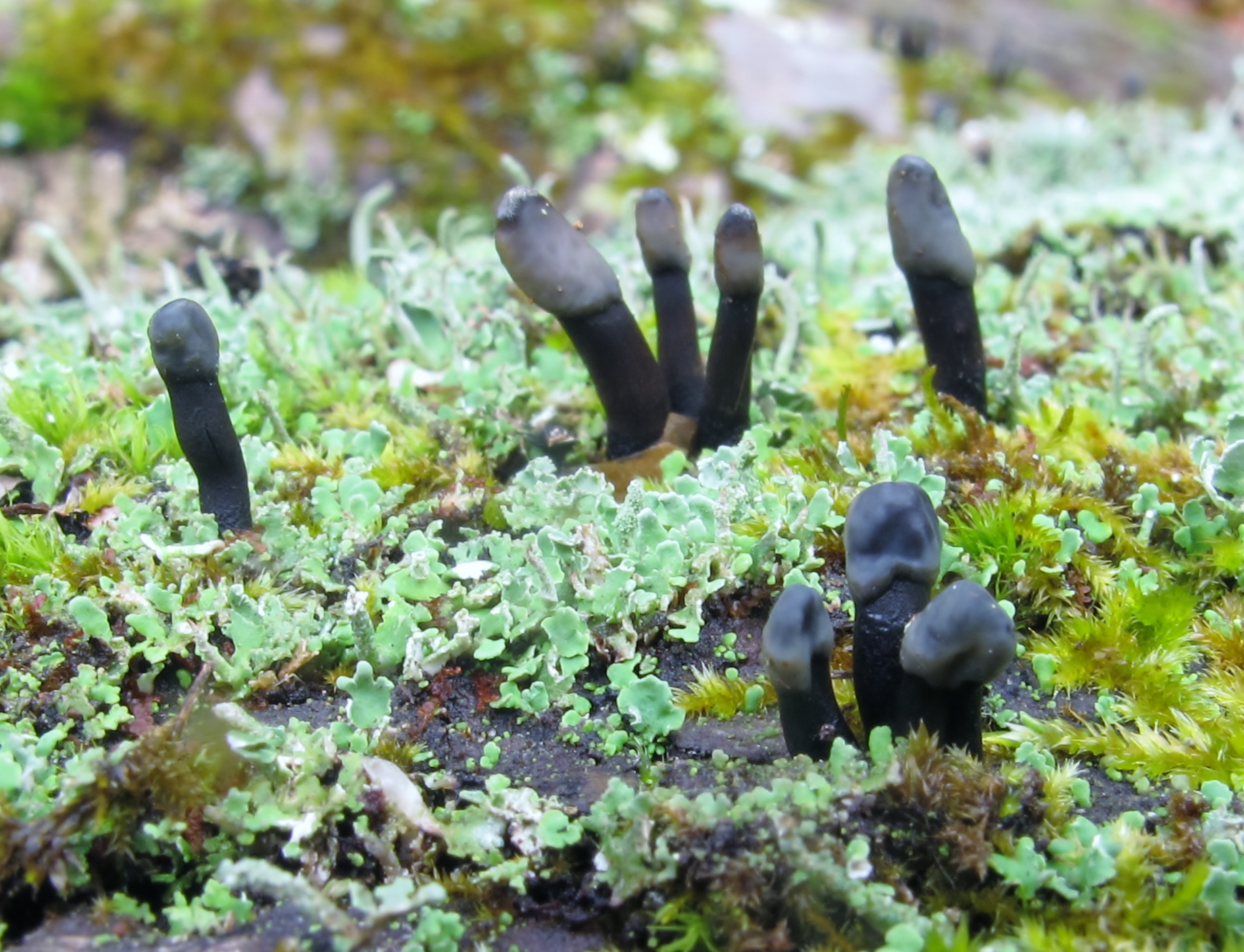
Crinula caliciformis — анаморфа Holwaya mucida

Стромы погружённые, слабо развитые. Плодовые тела (апотеции) макроскопические, эксципул чёрно-коричневый, шершаво-бородавчатый, из параллельных или переплетённых гиф. Гименофор желатинизированный, чёрный.
Аски перемежаются с простыми парафизами, тонкостенные, цилиндрической формы. Споры часто двух типов, обычно коричневые, эллиптические, без септ.
Сапротрофы, произрастают на гниющей древесине лиственных деревьев.

## Таксономия
Объём семейства в различных работах принимается по-разному. В него включаются от 1 до 7 родов (включая анаморфы).
- Bulgaria Fr., 1821 — Булгария

- анаморфа неизвестна

- Holwaya Sacc., 1889

- анаморфа Crinula Fr., 1821

- Potebniamyces Smerlis, 1962

- анаморфа Phacidiopycnis Potebnia, 1912